# Muntanyes Khasi
Les muntanyes Khasi (Khasi Hills) són un grup muntanyós del nord-est de l'Índia, a Meghalaya, part de la serralada Garo-Khasi, i de la serralada de Patkai a l'ecoregió dels boscos subtropicals de Meghalaya.
El nord de les muntanyes va gradualment de la vall del Brahmaputra amb una sèrie de serres baixes cobertes amb densa jungla; però la part sud de la serralada arriba fàcilment a una altura de 1200 metres i forma una barrera al nord de la vall del Surma. Aquesta part formà un altiplà de 1200 a 1800 metres amb cim al puig Shillong de 1.999 metres. El nombre de rius i rierols és considerable però cap és important ni serveix com a mitjà de comunicació. Els principals són, en direcció nord, el Kapili, Barpani, Umiam o Kiling i Digru, tots desaiguant al Kalang a Assam, i el Khri o Kulsi; en direcció sud el Lubha, Bogapani i Kynchiang o Jadukata.
La zona té un clima temperat especialment agradable l'estiu, i una mica fred a l'hivern a les parts més altes; en general el clima és saludable. L'arbre dominant és el Pinus Khasya,un pi indígena que predomina sobre la resta; també hi ha grups de roures, castanyes, magnòlies, faigs i altres arbres. Els animals de la zona són elefants, bous, tigres, ossos, lleopards, gossos salvatges, búfals salvatges i diversos tipus de cabres.
La regió està habitada pel pobles dels khasis.
Actualment forma tres districtes de Meghalaya però anteriorment formà un sol districte (Districte de Khasi Hills) que va existir entre 1972 i 1976. Abans de 1972 formava un districte d'Assam anomenat districte de Khasi and Jaintia Hills. Del 1976 al 1992 van existir dos districtes, fins que el 1992 del districte d'East Khasi Hills es va separar el districte de Ri Bhoi.